# Ван-Алстін (Техас)
Ван-Алстін (англ. Van Alstyne) — місто (англ. city) в США, в округах Грейсон і Коллін штату Техас. Населення — 4369 осіб (2020).

## Географія
Ван-Алстін розташований за координатами 33°25′14″ пн. ш. 96°34′46″ зх. д. / 33.42056° пн. ш. 96.57944° зх. д. (33.420450, -96.579486).  За даними Бюро перепису населення США в 2010 році місто мало площу 10,55 км², уся площа — суходіл. В 2017 році площа становила 13,13 км², уся площа — суходіл.

## Демографія
Згідно з переписом 2010 року, у місті мешкало 3046 осіб у 1114 домогосподарствах у складі 832 родин. Густота населення становила 289 осіб/км².  Було 1238 помешкань (117/км²).
Расовий склад населення:
| - 88,7 % — білих - 4,5 % — чорних або афроамериканців - 0,8 % — корінних американців - 0,7 % — азіатів - 3,3 % — осіб інших рас |

До двох чи більше рас належало 2,1 %. Частка іспаномовних становила 9,4 % від усіх жителів.
За віковим діапазоном населення розподілялося таким чином: 27,9 % — особи молодші 18 років, 57,2 % — особи у віці 18—64 років, 14,9 % — особи у віці 65 років та старші. Медіана віку мешканця становила 38,2 року. На 100 осіб жіночої статі у місті припадало 92,8 чоловіків;  на 100 жінок у віці від 18 років та старших — 86,9 чоловіків також старших 18 років.
Середній дохід на одне домашнє господарство  становив 61 000 доларів США (медіана — 51 688), а середній дохід на одну сім'ю — 68 695 доларів (медіана — 62 180). За межею бідності перебувало 13,1 % осіб, у тому числі 18,3 % дітей у віці до 18 років та 16,5 % осіб у віці 65 років та старших.
Цивільне працевлаштоване населення становило 1370 осіб. Основні галузі зайнятості: роздрібна торгівля — 22,7 %, освіта, охорона здоров'я та соціальна допомога — 20,7 %, будівництво — 10,4 %, мистецтво, розваги та відпочинок — 10,2 %.